# Фламінго червоний
Фламінго червоний (Phoenicopterus ruber) — вид водних птахів родини фламінгових (Phoenicopteridae). Місцями його мешкання є лагуни і солоні озера. Більшість свого життя червоний фламінго живе з одним і тим же партнером, потомство виводить в пташиних колоніях і живиться дрібними ракоподібними.
Вага червоного фламінго становить від 2 до 2,5 кг у самок і від 2,5 до 3 кг у самців. Насиджуванням яєць займаються обидві статі. Час насиджування триває близько 30 днів, а саме відкладання яєць і насиджування відбувається між травнем і серпнем.
Статевої зрілості червоний фламінго досягає у віці шести років і його середня тривалість життя складає більше 40 років. У червоних фламінго практично немає статевого диморфізму і тому обидві статі дуже важко розрізнити.

## Середовище існування
Червоні, або карибські, фламінго дуже уважно вибирають місце, де вони житимуть. Вони поселяються на берегах неглибоких солоних лагун, де знаходять не тільки їжу, але й місця, зручні для спорудження гнізд. Через високу концентрацію солей у воді поблизу таких водоймищ може рости дуже мало рослин, тому береги цих водоймищ зазвичай позбавлені зеленого покриву.

## Харчування
Червоні фламінго не мають харчових конкурентів. За допомогою зігнутого дзьоба, який виконує роль фільтра, вони виловлюють з води безліч водоростей і дрібних тварин: рачків, молюсків, комах і черв'яків. Вони ходять уздовж берегів по мілководдю в солоній воді заток і виловлюють безхребетних своїми дзьобами.
Червоні фламінго здобувають корм так само, як це роблять кити: вони відціджують їжу з морської води крізь рогові пластини, які розташовані по краях дзьоба цих птахів. Дрібні пластинки діють як сито, утримуючи корм у дзьобі і пропускаючи воду. Язик із заломленими краями направляє їжу в горло, а горло фламінго відкачує воду, ніби помпа. У такий спосіб червоні фламінго щодня фільтрують багато літрів води.
Характерним кольором оперення червоні фламінго завдячують пігментам каротиноїдам, що містяться в їхній їжі.

## Розмноження
Червоні фламінго гніздуються величезними колоніями, що нерідко налічують декілька тисяч птахів. Червоні фламінго є дуже полохливими птахами, особливо це спостерігається в період гніздування. Парного шлюбного танцю у червоних фламінго не спостерігається, замість цього всі птахи колонії виконують спільний танок, потім самки практично одночасно відкладають яйця. Самець і самка спільними зусиллями будують гніздо незвичайної форми.
Птахи довго риють або згрібають його, поки не утворюється зрізаний конус заввишки 30-40 см і діаметром 30-50 см. Червоні фламінго влаштовують гнізда на мілководді, де їхні споруди зазнають руйнівного впливу хвиль. Іноді в результаті несподіваного підйому рівня води гине ціле покоління пташенят.
Типові місця проживання фламінго — лагуни морського узбережжя, острови й солоні драговини на берегах озер. Єдине яйце протягом чотирьох тижнів висиджується по черзі обома батьками. Новонародженого батьки годують особливим секретом зобних залоз. У місячному віці пташенята стають повністю самостійними. Ровесники тримаються великими зграями під наглядом декількох дорослих птахів. У віці десяти тижнів вони встають на крило.

## Особливості
Червоні фламінго живуть у насиченій солями лужній воді, яка буває настільки їдкою, що у людини, яка стоїть у ній, через декілька секунд на ногах починає злізати шкіра. Червоні фламінго ходять у такій воді без шкоди для здоров'я, оскільки їхні ноги вкриті дуже грубою шкірою. Коли концентрація солі у воді підвищується, сіль осідає на ногах птахів у вигляді кристаликів.
При утриманні в неволі червоні фламінго швидко втрачають рожеве забарвлення і біліють. Це явище пояснюється тим, що в природних умовах разом з їжею червоні фламінго поглинають багато каротиноїдів.

## Галерея

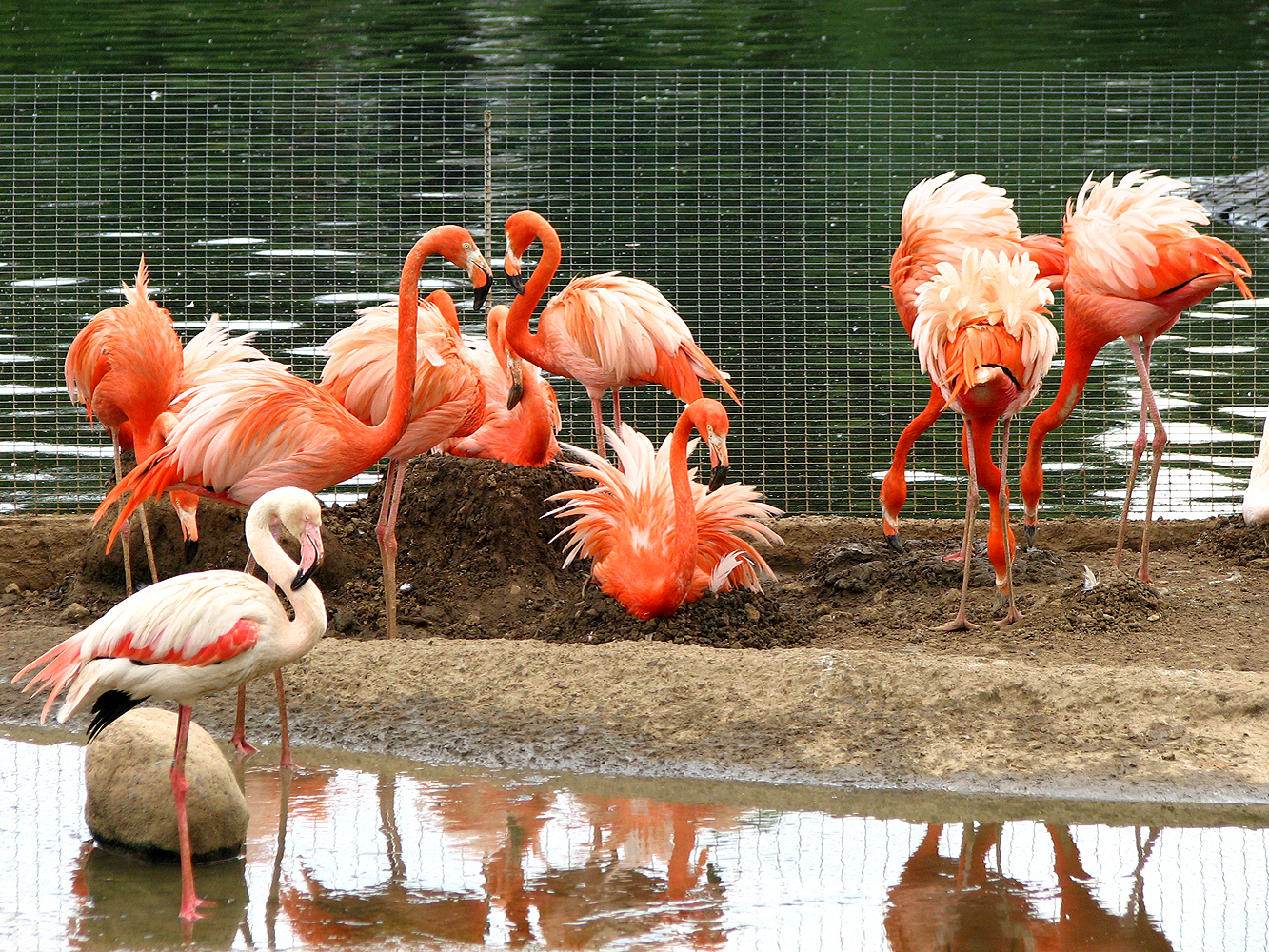
Гніздо червоних фламінго в Московському зоопарку
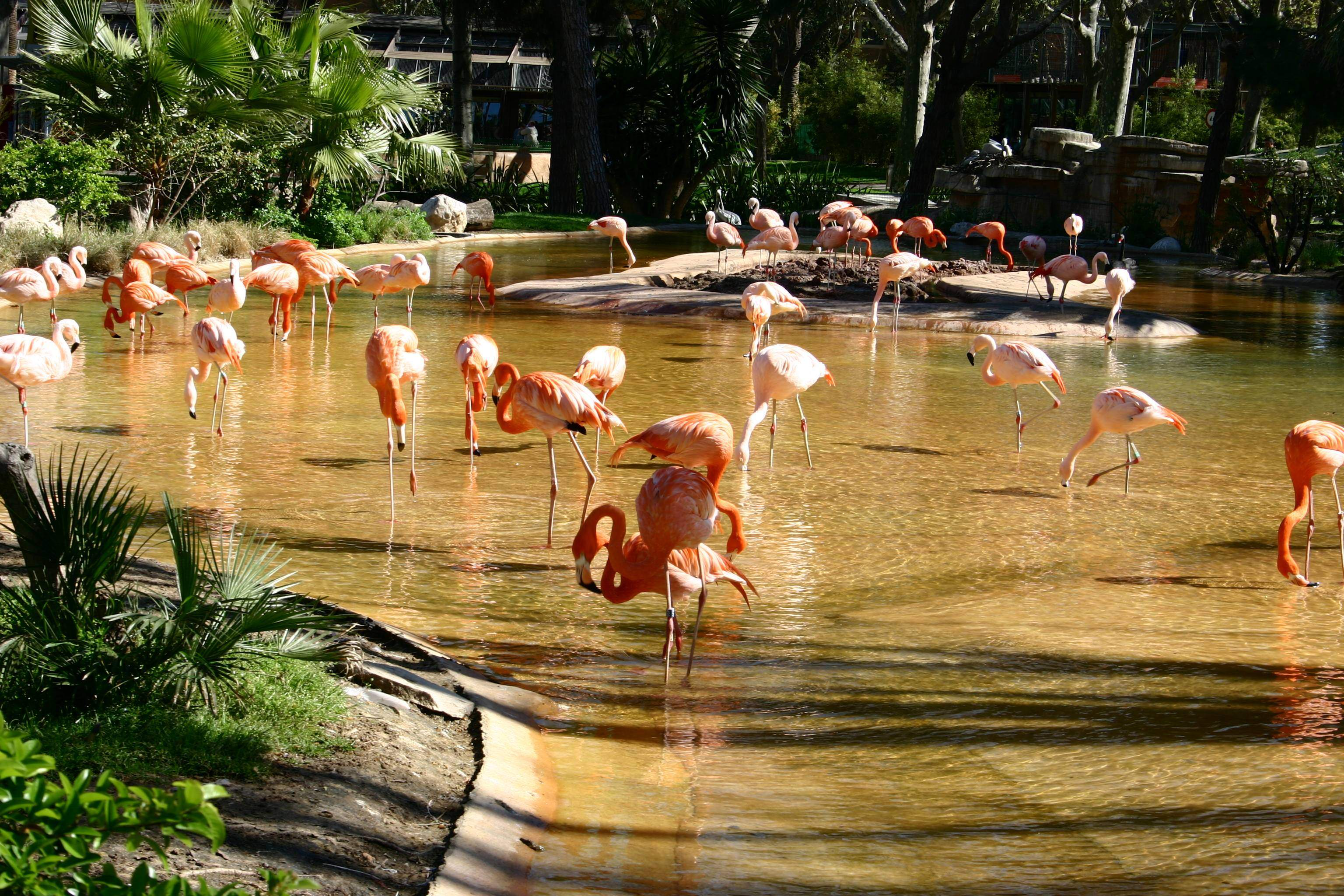
Фламінго червоні у зоопарку Барселони
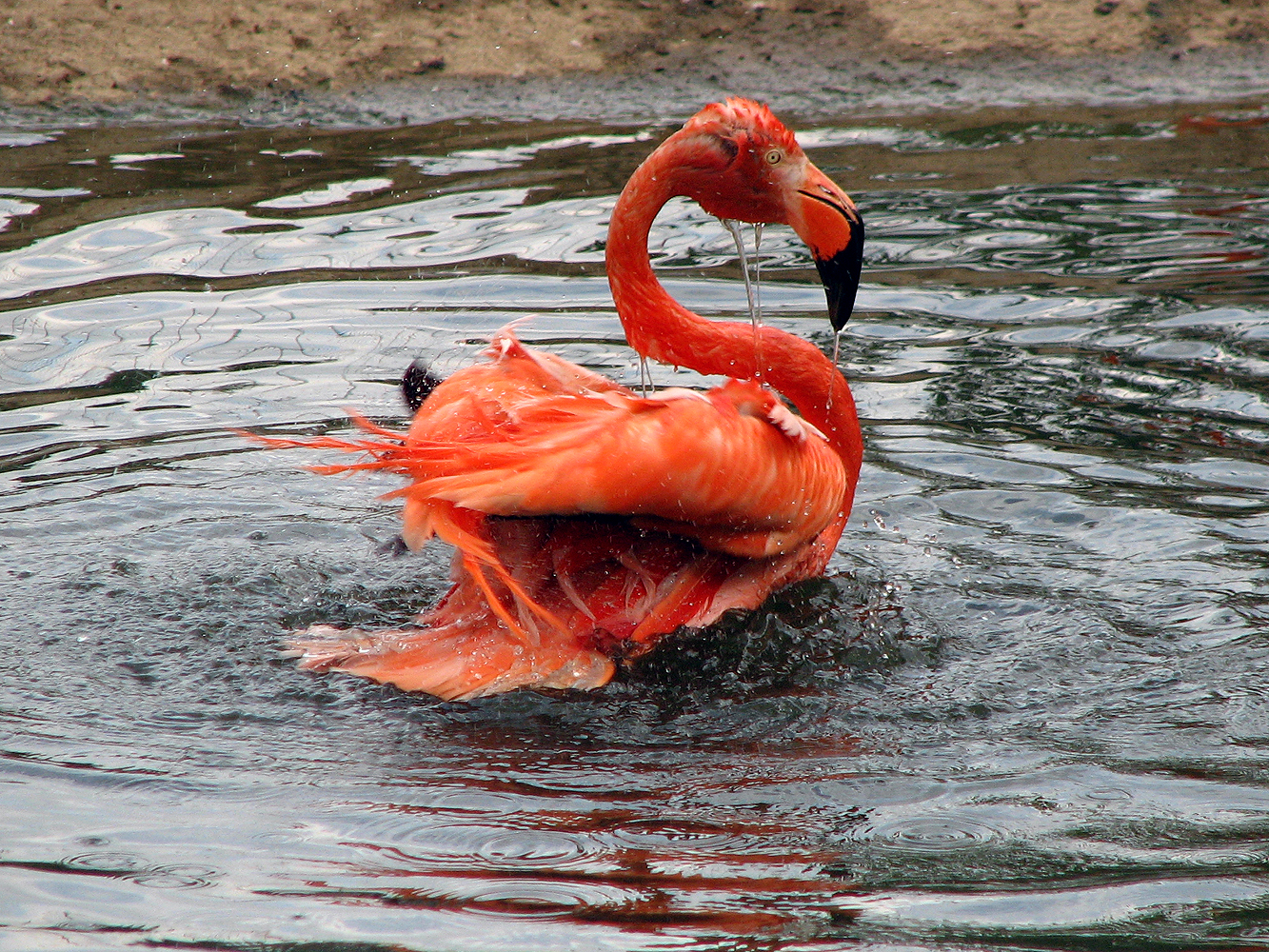
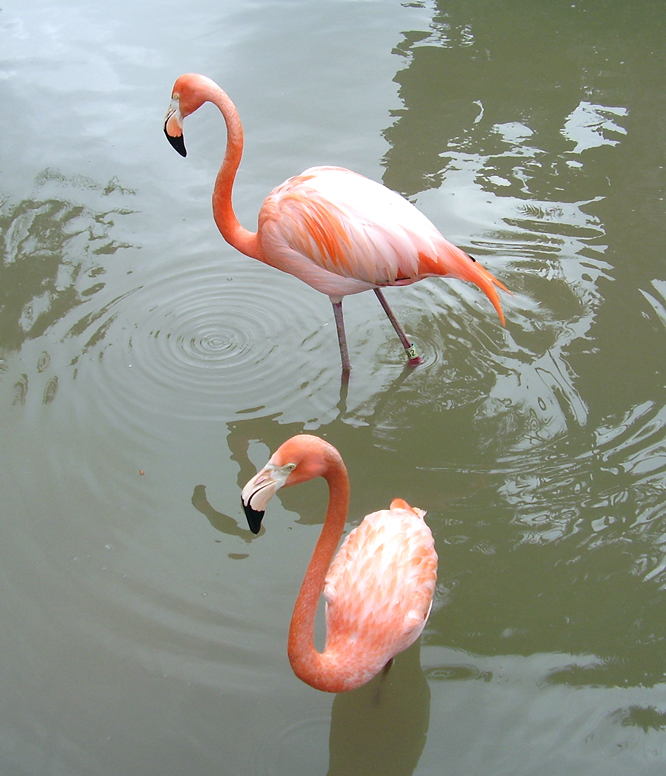
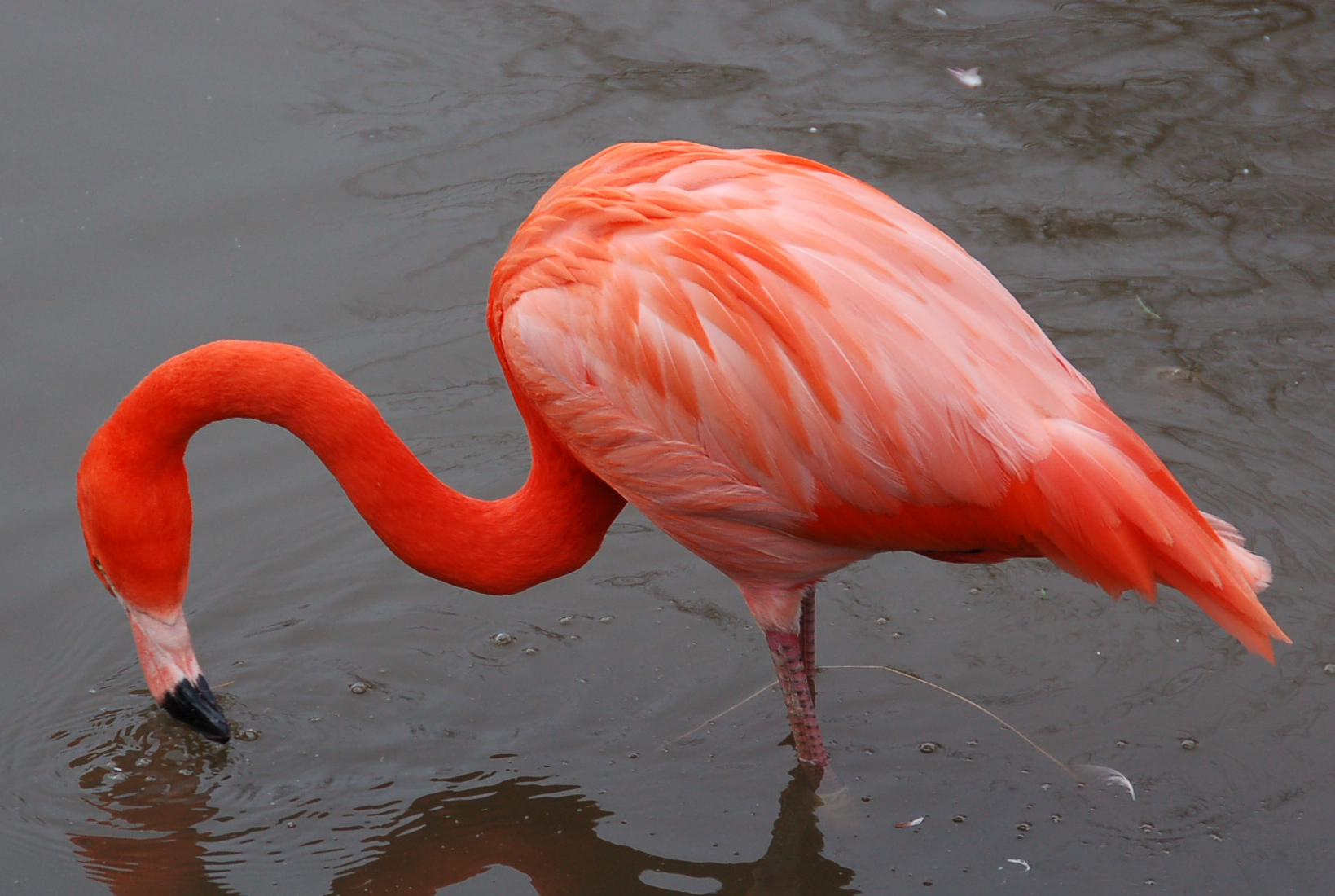
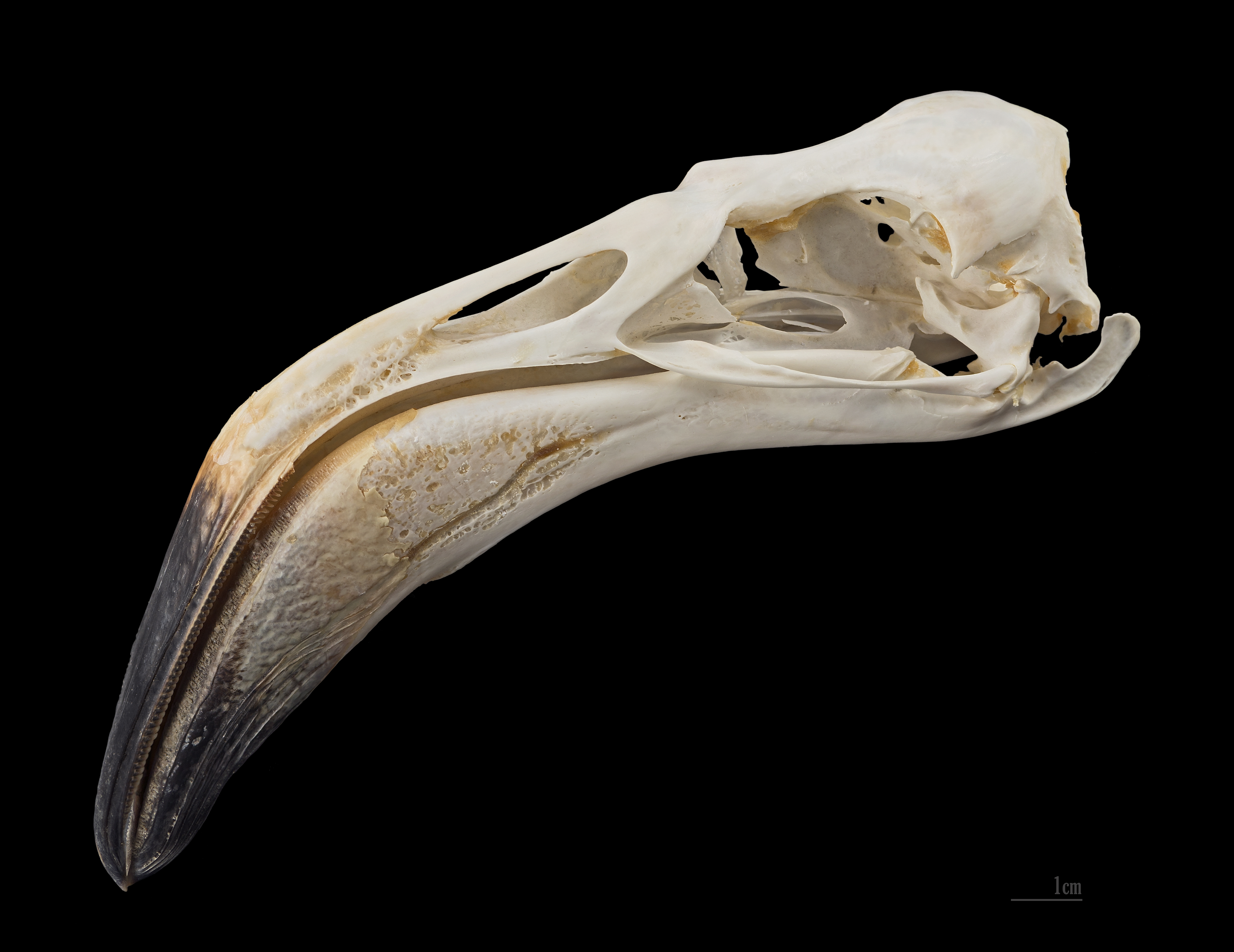
Череп
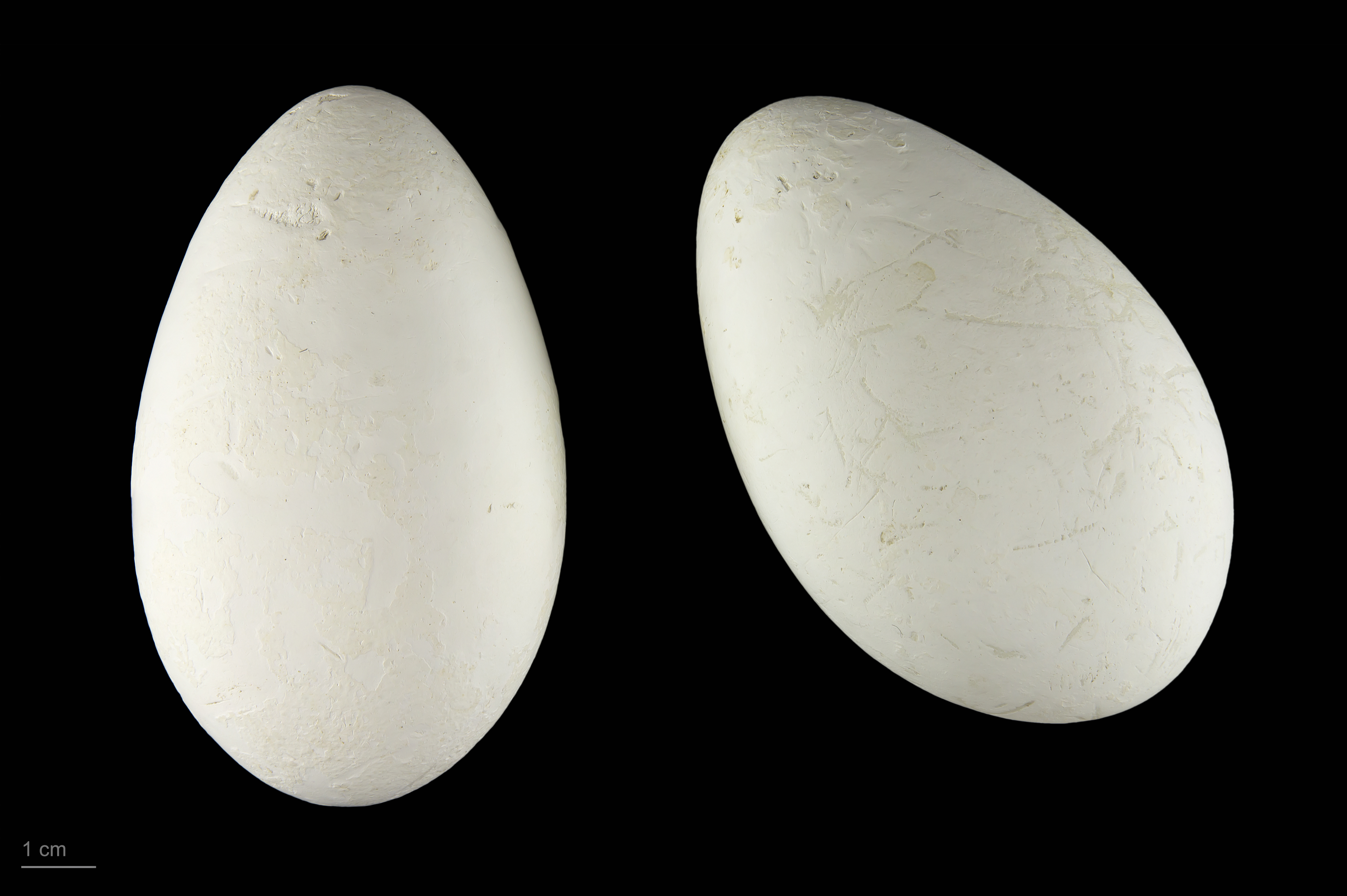
Яйце червоного фламінго. Тулузький музей